# (1453) Fennia
(1453) Fennia ist ein Asteroid des Hauptgürtels, der am 8. März 1938 von dem finnischen Astronomen Yrjö Väisälä in Turku entdeckt wurde.
Der Asteroid wurde mit der lateinischen Bezeichnung für Finnland benannt.